# Прокляття Карнштейнів
Прокляття Карнштейнів (італ. La cripta e l'incubo) — фільм жахів 1964 року.

## Сюжет
Граф Карнштейн посилає за доктором, щоб врятувати свою хвору дочку Лауру. Її няня каже, що дівчинкою опанував дух її мертвої родички відьми Кармілли, страченої багато років тому. Жінка заінтригована дивними смертями, які відбуваються навколо дівчинки. Няня змушена залишитися в замку, оскільки візок дивним чином виявляється зламаним. Лаура і няня стають близькими подругами, поки Лаура не переконується, що нею дійсно заволодів дух Кармілли, який змушує вбивати.

## У ролях
| Актор           | Роль                  |
| --------------- | --------------------- |
| Крістофер Лі    | граф Людвіг Карнштейн |
| Адріана Амбезі  | Лаура Карнштейн       |
| Урсула Девіс    | Люба                  |
| Хосе Кампос     | Фрідріх Клаус         |
| Віра Вальмонт   | Аннет                 |
| А. Мідлін       | горбань               |
| Карла Кало      | мати Люби             |
| Нела Конхіу     | Ровена                |
| Хосе Вільясанте | Седрік, дворецький    |
| Хосе Кортес     | людина                |
| Джеймс Брайтман | людина                |